# Club Atlético Cerro
O Club Atlético Cerro, mais conhecido como Cerro, é um clube de futebol uruguaio, com sede na Villa do Cerro, na cidade de Montevideu. Foi fundado em 1922 e joga na primeira divisão do Campeonato Uruguaio. Junto com o Rampla Juniors fazem um dos clássicos de maior rivalidade do Uruguai, chamado el Clásico de la Villa. É ao rival, aliás, que o clube deve seu surgimento: parte dos moradores do bairro não aceitava torcer para um time surgido do outro lado da baía, resolvendo criar uma nova equipe. A origem é o motivo do apelido dos torcedores ser villeros.

## Títulos

### Nacionais
- Campeonato Uruguaio - 2ª Divisão: 4  (1940, 1941, 1946, 1998)
- Liguilla Pré-Libertadores da América: 1 (2009)

## Elenco atual
Legenda
- : Capitão
- : Jogador lesionado/contundido
- +: Jogador em fase final de recuperação
- +: Jogador que volta de lesão/contusão
- : Jogador suspenso

- Atualizado em 1 de Abril de 2019.

## Escudos

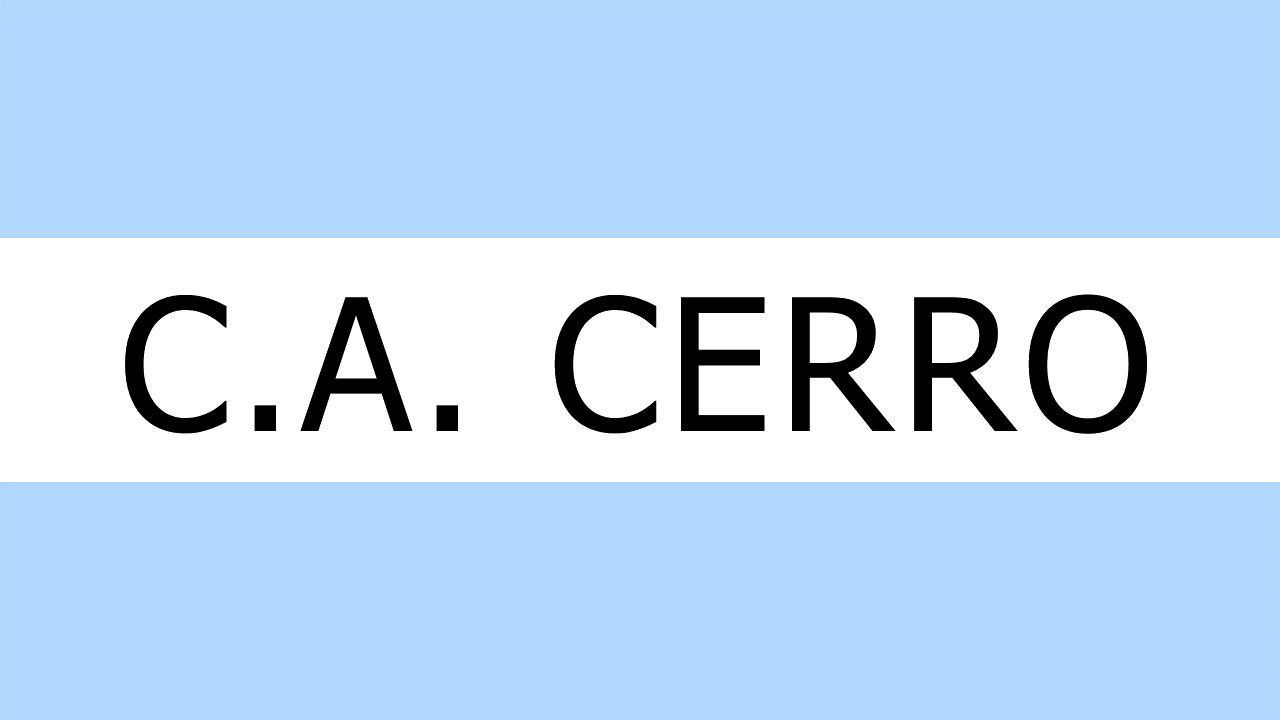
Bandeira oficial.

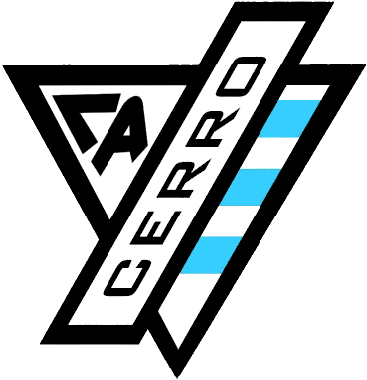
Variação do escudo, utilizado nos uniformes.

Já participou de três edições da Copa Libertadores da América: 1995, 2010 e 2017.